# Горбоконик (казка)

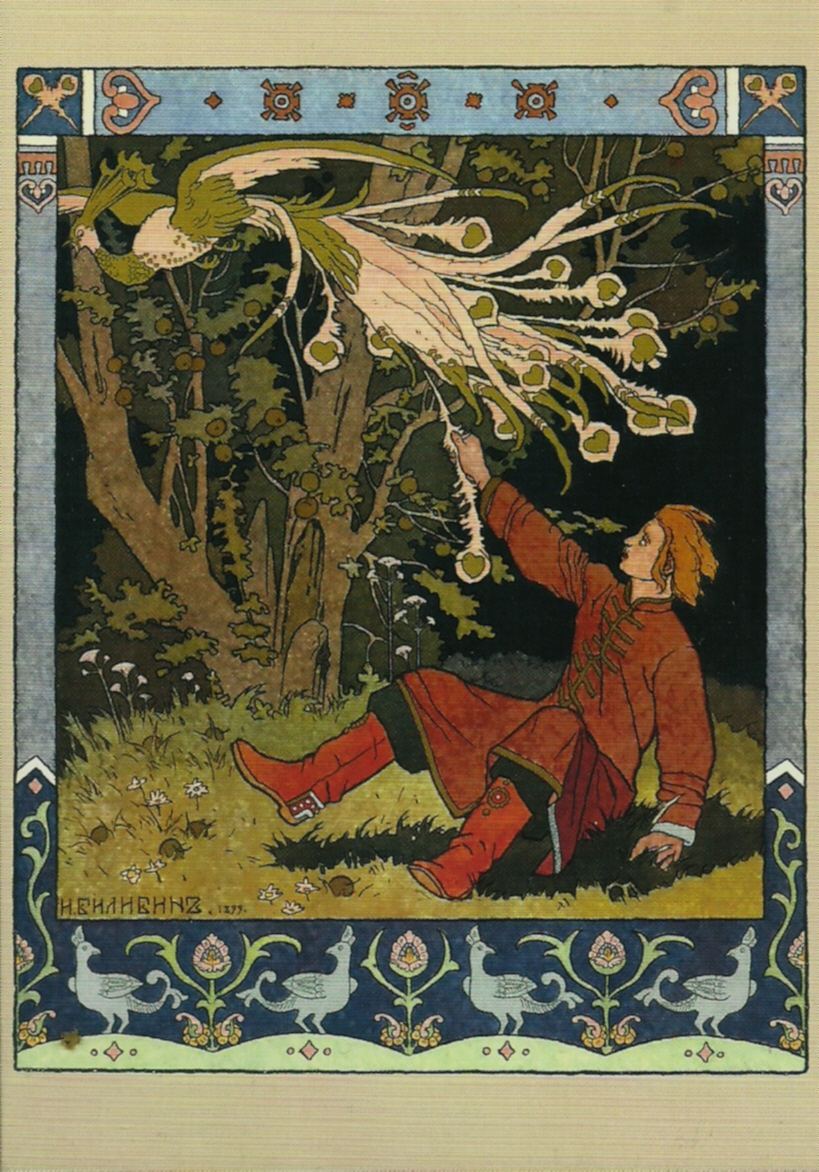
Ілюстрація Івана Білібіна

«Горбоконик» (рос. Конёк-Горбунок) —російська казка з трьох частин у віршах Петра Єршова. Головні персонажі — Іванко-дурник та чарівний Горбоконик.

## Історія створення
Єршов задумав свою казку, коли прочитав казки Пушкіна, які тільки-но з'явилися. Багато критиків вважають, що перші чотири вірші юному тобольському поетові не належать, і їх накидав сам Олександр Сергійович, який читав ще рукописні тексти Єршова. Чи це так — невідомо, але відомі слова, якими Пушкін нагородив автора «Горбоконика»: «Тепер цей рід творів можна мені й залишити».
В основу твору лягли народні казки: окремі епізоди Єршов об'єднав в одну багату пригодами розповідь. Легкість вірша, безліч влучних висловів, елементи їдкої соціальної сатири визначили популярність цієї казкової поеми і серед дорослих.
Українською мовою переклад зробив М. Т.  Рильський

## Версії про авторство
У російських літературознавців існують версії, згідно з якими Петро Єршов не є автором казки. За однією з версій, Горбоконика написав Олександр Пушкін, а потім з певних причин «подарував» авторство Єршову. Низка дослідників приписують авторство твору Миколі Девіту.